# نباذ
النَّبَّاذ أو الكرَّام أو كرام الخمور أو الخمَّار أو زارع الخمر هو شخص يعمل في صناعة النبيذ. تُوظفهم المنابذ أو شركات النبيذ، حيث يشمل عملهم:
- التعاون مع مزارعي الكروم
- مراقبة نضج العنب للتأكد من جودته وتحديد الوقت المناسب للحصاد
- سحق وعصر العنب
- مراقبة ترسيب العصير وتخمير مادة العنب
- ترشيح النبيذ لإزالة المواد الصلبة المتبقية
- اختبار جودة النبيذ عن طريق التذوق
- وضع النبيذ المرشح في براميل أو صهاريج للتخزين والتخمير
- إعداد خطط لتعبئة النبيذ بمجرد نضجه
- التأكد من الحفاظ على الجودة عند تعبئة النبيذ[7]

## طالع أيضًا
- منبذة